# Jacksonville (Florida)
Jacksonville is een stad in Florida, een zuidelijke staat van de VS. Het ligt in Duval County. Jacksonville wordt ook wel The Bold New City of the South of The River City by the Sea genoemd. In de stad wonen 949.611 mensen (2020), het metropolitane gebied wordt bewoond door ruim 1,7 miljoen mensen. Hiermee is de stad zelf de grootste van Florida en zelfs de Verenigde Staten wat betreft landoppervlakte, maar de agglomeratie Miami is groter dan het metropolitane gebied van Jacksonville wat betreft bevolking.

## Geschiedenis

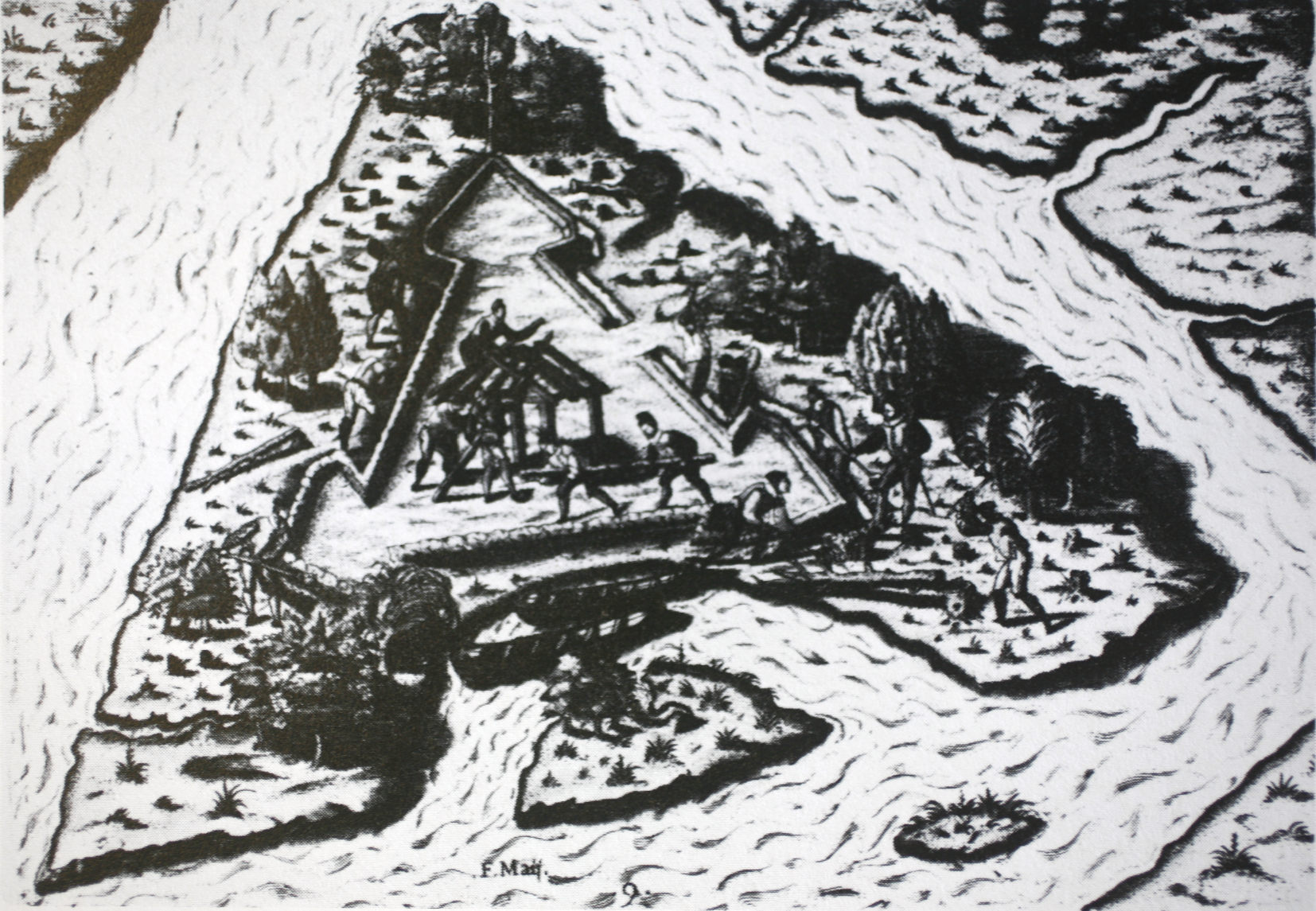
Tekening van de bouw van Fort Caroline

Jacksonville werd genoemd naar generaal Andrew Jackson, de eerste militaire gouverneur van het territorium.
De Timucuan-indianen waren de oorspronkelijke bewoners van dit gebied. Daarna hebben de Spanjaarden het gebied in 1513 gekolonialiseerd met de komst van Juan Ponce de León. De Fransen kwamen ook naar de locatie waar nu Jacksonville ligt, en bouwden daar in 1564 Fort Caroline. Maar ze verloren het gebied, slechts een jaar later, aan de Spanjaarden. Zij bouwden een nederzetting in St Augustine. In 1738 werd net ten noorden van St Augustine Fort Mose opgericht; de eerste nederzetting voor bevrijde zwarte slaven in de VS.
In 1821 werd Florida een VS-territorium en een jaar daarna werd Jacksonville gesticht. Dit gebeurde bij Cowford, een gehucht aan de St Johns-rivier waar koeien werden overgevaren. In het midden van de 19e eeuw was Jacksonville populair als overwinteringsoord voor de rijken uit het noorden. Ze noemden de stad winter city in summerland: winterstad in zomerland. Van overal kwamen toeristen naar Jacksonville om te genieten van het warme klimaat.
In 1901 zocht een grote brand zijn weg door de straten van het centrum. Van 2368 gebouwen bleef niets meer over. De brand bleek later echter ook een voordeel te hebben gehad: het centrum werd nu grondig gerenoveerd en gemoderniseerd. Tijdens de grote depressie van de jaren 1930 ging het ook met Jacksonville slecht. Maar na de Tweede Wereldoorlog bleek de stad grote veerkracht te bezitten. In 1968 voegden de stad en de county zich samen, met als resultaat de grootste stad in de wijde omtrek.

## Geografie

### Topografie
Jacksonville ligt vlak bij de oostkust van Florida, in Duval County. De stad ligt op 1144 km van Washington D.C. en op 253 km van de hoofdstad van Florida, Tallahassee. De exacte positie is 30,33 graden NB en 81,65 WL. Het gebied beslaat 1.964,95 km² landoppervlakte en 314,23 km² wateroppervlakte (2,59% van de totale oppervlakte).
Jacksonville ligt in de noordoostelijke hoek van Florida, vlak bij de grens met Georgia. Het ligt aan de oevers van de St. Johns River; de rivier stroomt 500 km noordwaarts en mondt uit in de Atlantische Oceaan, bij Mayport.

### Klimaat
In januari is de gemiddelde temperatuur 11,3 °C, in juli is dat 27,6 °C. Jaarlijks valt er gemiddeld 1303,5 mm neerslag (gegevens op basis van de meetperiode 1961-1990).

## Demografie
In 1999 woonden naar schatting 695.900 mensen in de stad (1990: 635.200 inwoners). Dat is bijna vijf keer zoveel als in de hoofdstad van Florida, Tallahassee. De inwoners zijn verdeeld over zo’n 267.100 families.
Van de bevolking in Jacksonville is 10,3 % ouder dan 65 jaar en bestaat voor 26,2 % uit eenpersoonshuishoudens. De werkloosheid bedroeg in juni 2023 ongeveer 3%.
Volgens de federale volkstelling van 2022 bestond de bevolking van het graafschap Duval op dat moment voor uit 59,9% blanken, 31,1% zwarten, 11,8% latijns amerikanen en 5,1% aziaten.
Het aantal inwoners steeg van 635.042 in 1990 naar 735.617 in 2000. In 2023 was het aantal inwoners in het graafschap Duval volgens de federale volkstelling 1.016.536.

## Bestuur
De stad Jacksonville en Duval County zijn in 1968 samengevoegd, dus Jacksonvilles bestuur bestaat uit één instantie die het geheel van graafschap Duval bestuurt, met uitzondering van Atlantic Beach, Neptune Beach, Jacksonville Beach en Baldwin.

## Natuur
Het graafschap Duval heeft veel natuurgebieden, die ressorteren onder de federale, statelijke en graafschappelijke overheid. De drie federale natuurgebieden zijn
Timucuan Ecologisch en Historisch Natuur Reservaat
Fort Caroline Nationaal Gedenkmaal 
Kingsley Plantage 

## Cultuur

### Toeristische attracties
Jacksonville is niet alleen geografisch de grootste stad van Florida, maar heeft ook de meeste inwoners; ruim twee keer zoveel als Miami (zonder voorsteden). Er zijn meer dan 14.000 hotelkamers en meer dan 1000 restaurants.
Populaire attracties zijn:
- Het meer dan 30 km lange strand
- Cummer Gallery of Art
- Jacksonville Zoological Park
- Museum of Science and History
- Een concert van Jacksonville Symphony Orchestra
- EverBank Field, thuisbasis van de Jacksonville Jaguars[6]

### Sportteams
Honkbal:
- Jacksonville Jumbo Shrimp

American Football:
- Jacksonville Jaguars (NFL)

## Trivia
- Jacksonville was de eerste invoerhaven van de Bijbel
- De stad huisvest de langste betonnen kabelbrug van het westelijk halfrond (de Napoleon Bonaparte Broward Bridge)
- Hier werd het eerste vastgelegde christelijke gebed in de Nieuwe Wereld gesproken
- Het is de locatie van de oudste beschaving van Noord-Amerika
- In de stad staat de oudste wolkenkrabber van Florida (Dyal-Upchurch building)
- De stad is een van de weinigen met een wijk met straten vernoemd naar de werken van J.R.R. Tolkien.
- Hier ontstonden de muziekgroepen Yellowcard, Shinedown en Lynyrd Skynyrd.

## Plaatsen in de nabije omgeving
De onderstaande figuur toont nabijgelegen plaatsen in een straal van 32 km rond Jacksonville.

## Bekende inwoners van Jacksonville

### Geboren
- Merian C. Cooper (1893-1973), piloot, officier, regisseur, scriptschrijver en filmproducer (King Kong)
- Edward Gourdin (1897-1966), verspringer
- John Wheeler (1911-2008), theoretisch natuurkundige (bekend van deelname aan het Manhattanproject (eerste atoombom) en van het 'zwarte gat')
- Luther Dixon (1931-2009), songwriter en producer
- Pat Boone (1934), zanger
- Johnny Tillotson (1938-2025), country- en popzanger
- Scott McKenzie (1939-2012), zanger
- Bob Hayes (1942-2002), sprinter (olympisch kampioen) en Americanfootballspeler
- Dan Peña (1945), ondernemer en motivatiespreker
- Ronnie van Zant (1948-1977), zanger en voorman van Lynyrd Skynyrd
- Gary Rossington (1951-2023), gitarist van Lynyrd Skynyrd
- Allen Collins (1952-1990), gitarist van Lynyrd Skynyrd
- Khandi Alexander (1957), actrice
- Chandra Cheeseborough (1959), sprintster
- Wendy Lawrence (1959), astronaute
- Thom Tillis (1960), senator voor North Carolina
- Jay Barrs (1962), boogschutter (olympisch kampioen)
- Brad Mehldau (1970), jazzpianist, winnaar van een Edison voor jazz
- Ron DeSantis (1978), gouverneur van Florida
- Ma$e of Mase (1978), rapper (echte naam: Mason Durell Betha)
- Ben Cooper (1982), singer/songwriter (Radical Face)
- Bryan Lundquist (1985), zwemmer
- Ashley Greene (1987), actrice van o.a. de Twilight Saga
- Shea Holbrook (1990), autocoureur
- Djordje Mihailovic (1998), voetballer
- Brooke Monk (2003), influencer